# 매사추세츠 웨스트보루 라이먼 스쿨

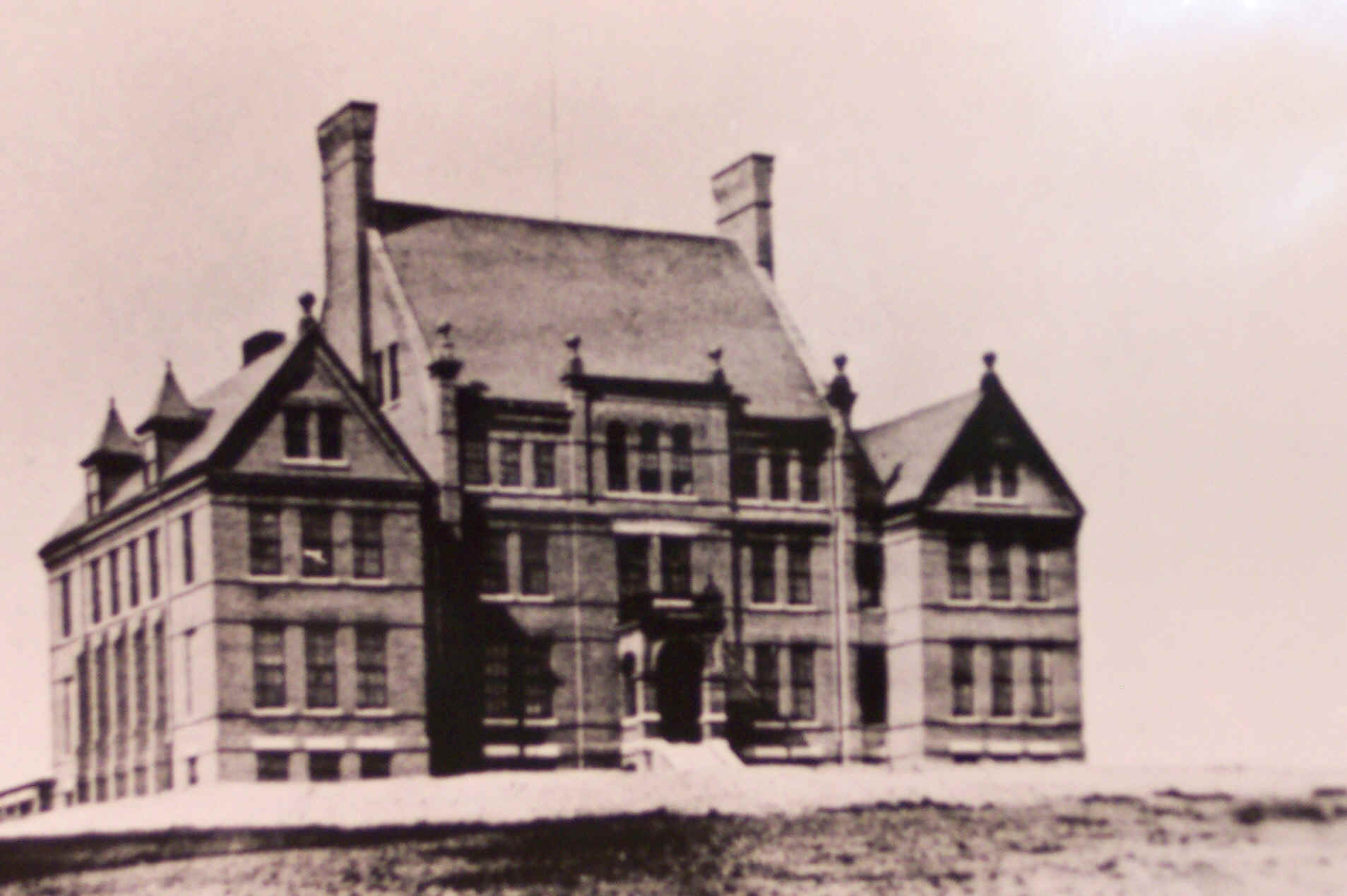

매사추세츠 웨스트보루 라이먼 스쿨(Massachusetts Lyman School for Boys)은 미국 매사추세츠 주 웨스트보루에 있는 12년제 사립 초중고등학교이다. 1846년 첫 개교되었다.